# Elagabal
Elagabal ókori, arab-római napistenség volt. Kultusza kezdetben Emesa város és környezetére terjedt ki (maː Homsz, Szíria), majd rövid időre, 219 és 222 között kultuszát a császár Rómában is gyakorolta, de széles körben nem honosult meg.
A Kr. e. I. században arab királyai voltak Emesának, ahol Elegabal tiszteletének már hagyománya volt. A legrégebbi előkerült lelet, amely az istenség és a kultusz létezéséről bizonysággal szolgál, egy, a Kr. u. I. századból származó sztélé. Bár Elegabal csak helyi istenség volt, és máshol nem tisztelték, követői ettől függetlenül mint napistent minden fölött uralkodónak tartották. Mint legfelsőbb istenség a görög Zeusznak ill. a római Jupiternek felelne meg (s mint az előző két istennek, úgy Elegabalnak is a sas volt a szent madara), másrészt mint napistenség a görög Héliosszal is volt azonossága, így a népi etimológia nevüket Héligabalosz formában félreértelmezte és összemosta.
Az Elegabal-kultusz középpontjában egy körülbelül méhkas nagyságú púpos kő, esetleg meteorit állt, amelyet a templomban őriztek. Ilyen köveket a Földközi-tenger különböző népei is tiszteltek, különösen a föníciaiak, pontosabban a punok. Ezeket betilának nevezik (vagy görögösen baitýlia ill. baítyloi), amely elnevezés az arámi bet el („Isten háza“, - héberül bethel) szóval hozható összefüggésbe. Hasonló kőkultusz uralkodott Carrhae-ban (Harran), ahol a betila Szín holdistennek felelt meg.
A Kr. u. 3. században az Elegabal-kultusz virágzásnak indult, külföldi hatalmasságok évente küldtek ajándékokat a templomnak. A főpap méltósága örökletes volt azon a családon belül, amely a korabeli Emesabeli uralkodótól származott. A Severus-dinasztia császárai idején a főpap egy bizonyos Julius Bassianus volt, a „Bassianus” nevet, amelyet udódai is viseltek, a főpapi cim „Basus” elferdített alakja. Julius Bassianusnak két leánya volt; az idősebbik Julia Domna, a későbbi római császár Septimius Severus (193–211) felesége lett, így gyermeke a későbbi Caracalla szintén viselte Bassianus nevet. A fiatalabbik leány Julia Maesa, két császár nagyanya is volt, egyikük Varius Avitus Bassianus, akire az utókor a ráragasztott „Elagabal” (Heliogabalus) néven emlékezik, holott csak ezt az egy nevet nem viselte, hanem 217-ben, 13 évesen átvette a főpapi tisztet. Ő volt az, aki a szent követ Rómába szállíttatta és az Elagabal-kultuszt római államvallássá nyilvánította, amely így rövid időre világtörténelmi jelentőségűvé vált. A Palatinuson nagy Elagabal-templomot létesítettek.
Elagabalus császár meggyilkolása után (222) a követ visszaszállították Emesába, ahol a kultusz tovább élt. Aurelianus császár Zénobia palmírai királynő fölötti győzelme után 272-ben ellátogatott az Elegabal-templomba, hogy beváltsa fogadalmát. Aurelianus a napkultusz híve volt (Sol invictus, „győzedelmes nap”), akit az egész Római Birodalom védőisteneként tisztelt és kultuszát terjesztette.
A témával foglalkozó kutatók korábban azt a nézetet vallották, hogy Elagabal és Sol invictus alakjai megegyeznek, ezért minden talált leletet úgy értelmeztek, hogy egy keleti napvallás a birodalom nyugati felében is hódított. Igaz, hogy találtak Invictus Sol Elagabalus feliratot, de a legújabb kutatás szerint (H. Seyrig, S. E. Hijmans) a Sol invictus kultuszának akkorra már nyugaton hagyománya volt, az Elagabal-kultusz azonban szerintük szíriai néphagyomány volt és csak a császáron keresztül jutott el Rómába.